# Sonneratia alba

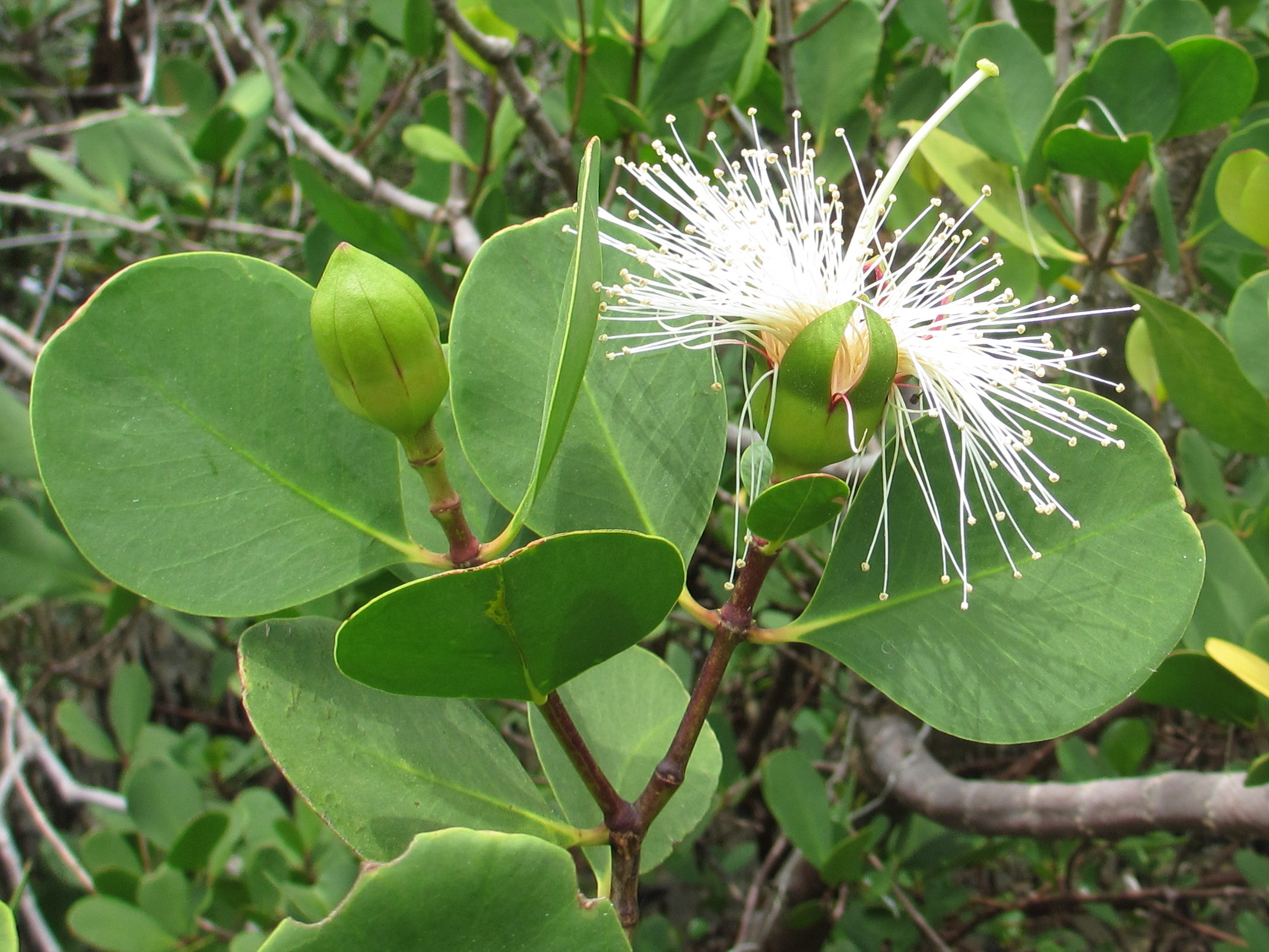
Blüten und Blätter

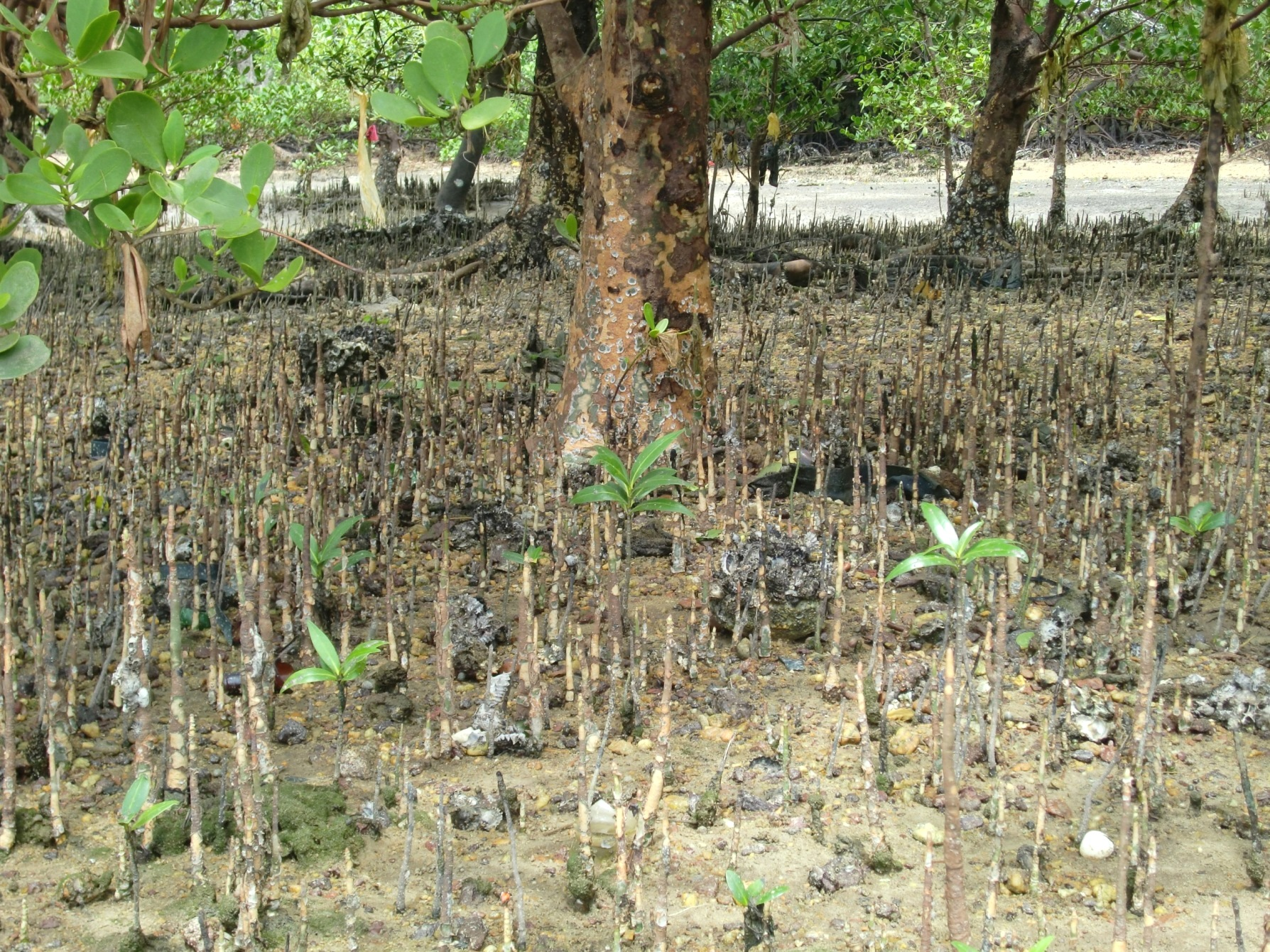
Pneumatophoren

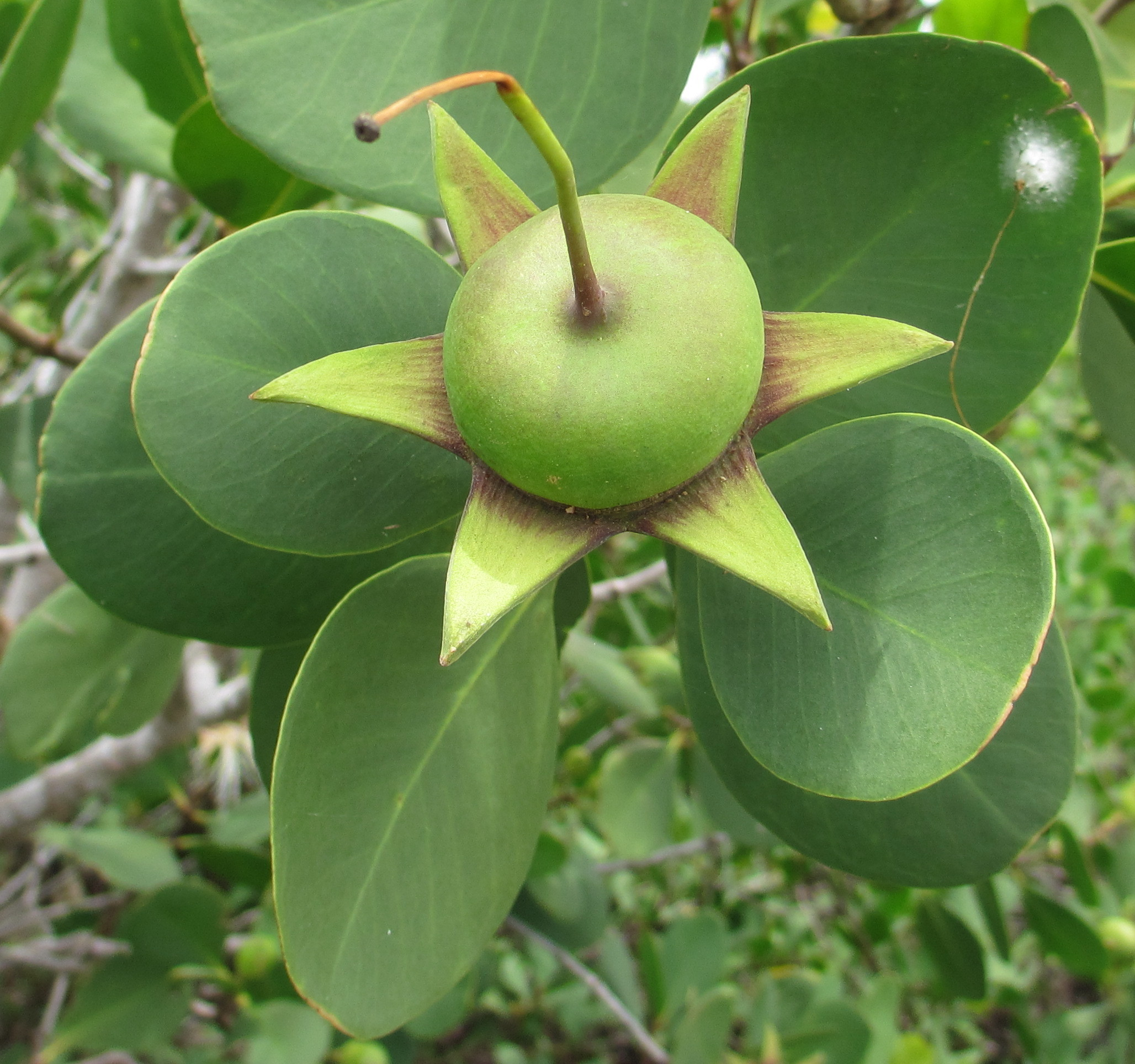
Frucht

Sonneratia alba ist ein Baum in der Familie der Weiderichgewächse. Er wächst meistens in den Mangroven von Ostafrika, Madagaskar bis nach Süd-Indien und Südostasien, Südchina sowie im nördlichen Australien bis Neukaledonien.

## Beschreibung

### Vegetative Merkmale
Sonneratia alba wächst als immergrüner, halophytischer Baum bis etwa 15 selten bis 20–(30) Meter hoch. Der Stammdurchmesser kann bis über 1,5 Meter betragen. Die grau-braune Borke ist im Alter dick und rissig sowie teils grob schuppig. In den Mangroven bildet er 30–100 Zentimeter hohe Pneumatophoren oder auch Stelzwurzeln aus. Es können unten am Stamm Wurzelanläufe oder Riffelungen vorkommen.
Die einfachen, gegenständigen und kahlen Laubblätter sind kurz gestielt und eiförmig bis verkehrt-eiförmig oder rundlich, elliptisch. Der dickliche Blattstiel ist etwa 0,7–1,5 Zentimeter lang. Die Blätter sind ganzrandig, dicklich und ledrig sowie bis etwa 5–13 Zentimeter lang. An der Spitze sind sie abgerundet oder rundspitzig bis eingebuchtet, sowie manchmal nach unten angepresst feinstachelspitzig, „lippig“, und sie sind ober- und unterseits etwa gleichfarbig. Die Nervatur ist fein gefiedert und die Seitenadern laufen in einer intramarginaler Ader zusammen. Die Nebenblätter fehlen.

### Generative Merkmale
Die zwittrigen, gestielten und duftenden, großen Blüten erscheinen einzeln oder bis etwa zu dritt an den Zweigenden. Sie sind meist etwa 6–8-zählig und mit doppelter Blütenhülle. Der dickliche, kahle Blütenstiel ist mit „Gelenken“ unterteilt. Der außen grüne Kelch ist dick und ledrig mit klappigen, schmal–dreieckigen, innen rötlichen Zipfeln. Die früh abfallenden, weniger als 6; oder mehr Petalen sind weiß, manchmal an der Basis rötlich und faden- oder spatel-, staubblattförmig (manchmal fehlen sie auch ganz). Es werden viele lange, freie und weiße, manchmal an der Basis rötliche Staubblätter in zwei Kreisen gebildet, die Antheren sind nierenförmig. Der vielkammerige Fruchtknoten ist mittelständig in einem eckigen, becherförmigen und fleischigen Blütenbecher, mit einem langen, konischen und dicken Griffel mit kopfiger und breiter, pilzförmiger Narbe. Es ist ein Diskus unter dem Fruchtknoten vorhanden.
Es werden rundliche, etwas abgeflachte und ledrige, glatte, kahle und grüne Beeren mit beständigem, sternförmigem Kelch und Blütenbecher sowie mit Griffelresten gebildet. Sie sind etwa 2,5–4,5 Zentimeter im Durchmesser. Die vielen (100–150), weißlichen und sichelförmigen, glatten Samen sind schwimmfähig und 10–15 Millimeter lang.
Die Blüten öffnen sich abends bis zum Morgen und werden häufig von Fledermäusen bestäubt.

## Verwendung
Die sauren Früchte sollen essbar sein. Die Blätter werden roh oder gekocht gegessen.
Das mittelschwere, -harte und -beständige Holz ist salzhaltig. Es sind spezielle Schrauben und Nägel nötig (Kupfer, Edelstahl). Es ist bekannt als Perepat oder Gedabu und wird für  Boote, Kanus, Paddels, Pfähle und Pfosten für Brücken und Häuser und in der Zimmerei verwendet.
Das Holz ist nicht zu verwechseln mit dem von Combretocarpus rotundatus welches auch mit Perepat (darat) bezeichnet wird.
Die Pneumatophoren können als Schuhsohlen, Schwimmer oder Korkersatz verwendet werden. Die tanninhaltige Rinde liefert einen Farbstoff.